# El Baiés
El Baiés és una casa barroca de Montseny (Vallès Oriental) inclosa a l'Inventari del Patrimoni Arquitectònic de Catalunya.

## Descripció
El cos habitable no és molt gran, però en conjunt amb les dependències, té un volum respectable. L'edificació és a una sola vessant, i a més de la façana, la part posterior també en fa funcions. La solució d'aquesta és a dues aigües amb el carener descentrat. La porta de la façana principal és d'arc escarser, de maó, a sobre hi ha una finestra amb llinda de pedra i un ampit decorat amb perles.

## Història
Tot i que la construcció és més recent, tenim notícies d'un habitant de El Baiés, anomenat Jaume Baiés, el 1515.